# チョクウェ語
チョクウェ語（Chokwe）はバントゥー語群に属する言語である。話者はコンゴ民主共和国、アンゴラ、ザンビアに居住するチョクウェ族の人々である。アンゴラでは国語として認められている。話者は、アンゴラでおよそ456,000人（1991年）、コンゴ民主共和国で約50万人（1990年）、ザンビアで44,200人（1986年）である。 アンゴラのInstituto de Línguas Nacionais (国立言語研究所：National Languages Institute)がチョクウェ語の見た目を容易にし、使用を促進するためにつづりの規則を確立している。アンゴラ東部でリングワ・フランカとして使用されている。
チョクウェ語は言語学的分類としてルチャジ語と近い関係にある。バントゥー語の分類として"Zone K"に属している。